# Men Rodriguiz Tenoiro
Men Rodriguiz Tenoiro (fl. XIII secolo) è stato un poeta castigliano medievale, attivo nel terzo quarto del XIII secolo alla corte di Alfonso X e forse anche in quella di Ferdinando III.
È autore di sette componimenti poetici: una cantiga de amor, quattro cantigas de amigo, una cantiga de escarnio e maldizer e una tenzón con Juião Bolseiro.